# 阿侯蜀革
阿侯蜀革（1949年—），彝族，中华人民共和国政治人物、第十一届全国政协委员。
担任四川省凉山彝族自治州政协副主席、自治州监察局副局长。2008年，当选第十一届全国政协委员，代表少数民族界，分入第五十组。